# Solella del Coll
La Solella del Coll és una solana del terme municipal de Monistrol de Calders, al Moianès.
Està situada al sud-oest de la masia del Coll, a la dreta del torrent de l'Om. Es troba al nord dels Pins Grossos i al sud-oest del Serrat del Trompa.